# 시노하라 토시야
시노하라 토시야(일본어: 篠原俊哉 시노하라 도시야[*], 1959년 10월 29일 ~ )는 일본의 애니메이션 감독이다.

## 작품

### 극장판
- 《시대를 초월한 마음》 (2001)
- 《거울 속의 몽환성》 (2002)
- 《천하패도의 검》 (2003)
- 《홍련의 봉래도》 (2004)

### TV 애니메이션
- 《잔잔한 내일로부터》
- 《물드는 세계의 내일로부터》